# Shiri Eisner
Pour les articles homonymes, voir Eisner.
Shiri Eisner est une écrivaine féministe et anarchiste Mizrahi de Tel Aviv, en Israël, ouvertement bisexuelle et genderqueer. Eisner travaille pour rendre visible et éliminer les stéréotypes liés à la bisexualité et à d'autres orientations queer. Eisner se concentre sur l'hétéronormativité et les dommages qu'elle peut causer dans la société. Sa notoriété vient de son livre paru en 2013 et nommé aux Lambda Literary Awards, Bi: Notes for a Bisexual Revolution

## Biographie
Shiri Eisner effectue ses études à l'Université de Tel Aviv.
Shiri Eisner vit et travaille à Tel Aviv en Israël. Eisner fonde l'association Panorama – Bi and Pansexual Feminist Community, est considérée comme la fondatrice du mouvement politique bisexuel en Israël. Esiner s'engage également en faveur des droits des animaux, et se revendique anarchiste et antimilitariste.
Genderqueer, Eisner utilise les pronoms they/them en anglais.

## Bi: Notes for a bisexual revolution
En 2013 Shiri Eisner publie Bi: Notes for a bisexual revolution,, qui devient rapidement un des livres phares de la théorie bisexuelle.
Eisner aborde dans son livre les questions de la fluidité sexuelle, de la visibilité des personnes bisexuelles, de l'occultation de la bisexualité, pour proposer une révolution bisexuelle comme moyen de remettre en cause d'une façon radicale les oppressions créées par  le cisexisme,  monosexisme, l'hétérosexisme et le patriarcat. Elle fait le lien entre sa culture bisexuelle et la culture Mizrahi, soulignant que ces deux identités concernent des communautés invisibilisées et stigmatisées.
Eisner donne une grande importance dans son livre à l'intersectionnalité entre les personnes transgenres et la bisexualité. 
L'autrice critique également dans son livre une étude sur la bisexualité masculine réalisée en 2005 de Michael Bailey. Cette étude, intitulée Sexual Arousal Patterns of Bisexual Men questionne l'existence de la bisexualité en tant qu'orientation sexuelle en se basant sur le constat que l'excitation sexuelle chez les hommes bisexuels serait produite soit par des hommes soit par des femmes, mais rarement les deux. Le New York Times publie un article intitulé « Gay Straight or lying » sur cette étude qui fait alors grand bruit,,.
Son livre est nommé en 2014 aux Prix Lambda Literary dans la catégorie « Non-fiction sur la bisexualité ».

## Publications
- (en) Shiri Eisner, Bi : notes for a bisexual revolution, Seal Press, 2013 (ISBN 978-1-58005-474-4 et 1-58005-474-9, OCLC 813394065, lire en ligne)